# 宮城県道28号丸森柴田線
宮城県道28号丸森柴田線（みやぎけんどう28ごう まるもりしばたせん）は、宮城県伊具郡丸森町から宮城県柴田郡柴田町に至る県道（主要地方道）である。

## 概要

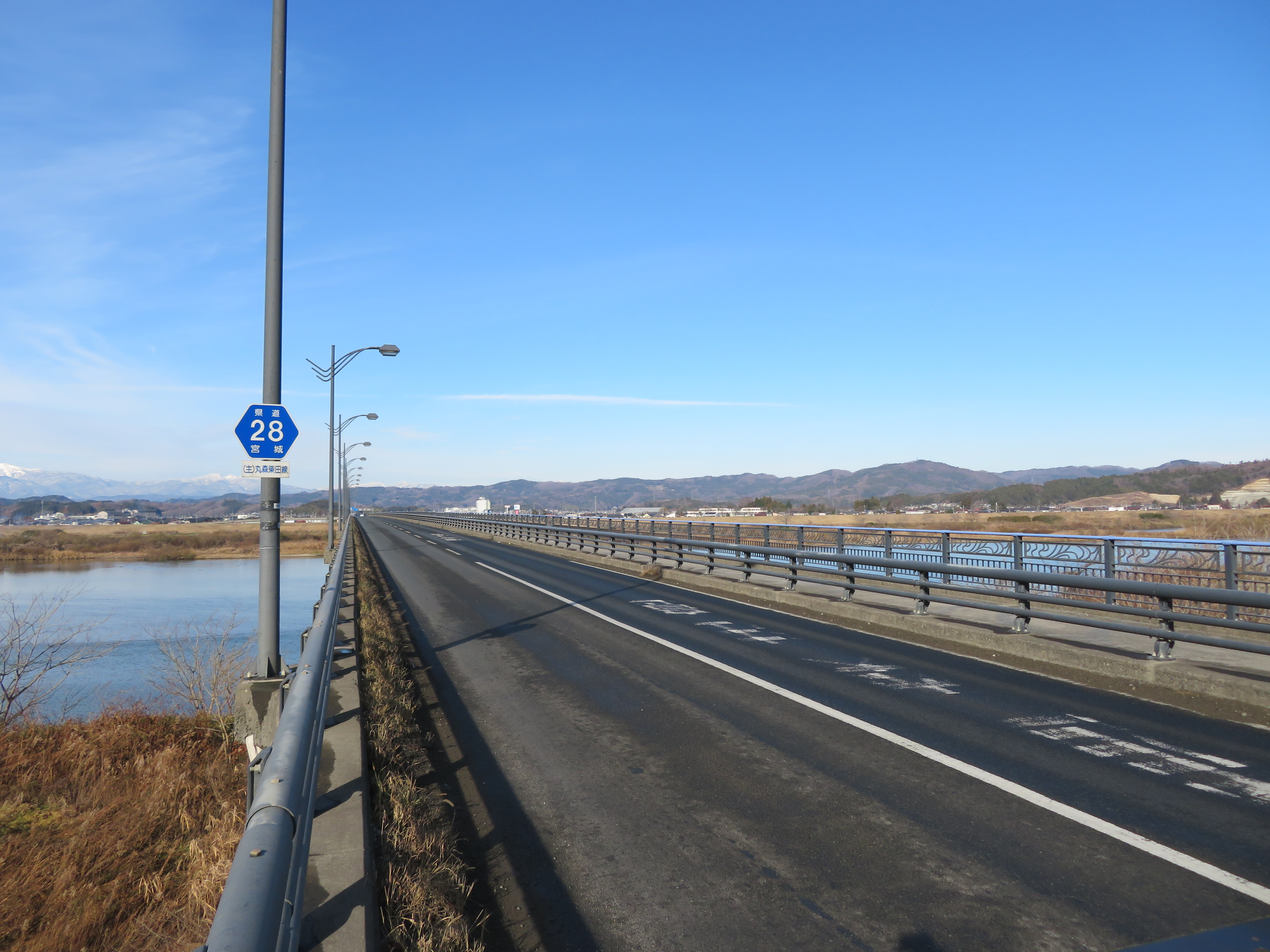
角田市鳩原付近（槻木大橋）

宮城県最南端である伊具郡丸森町金山地区の国道113号から分岐し、角田市東部を通過、槻木大橋（宮城県道52号亘理村田蔵王線と共用）を渡って柴田町の国道4号へ至る。宮城県道52号亘理村田蔵王線と分岐する交点から終点までは、旧国道4号の区間である。

### 路線データ
- 実延長：23.0016 km[1]。
- 起点：宮城県伊具郡丸森町金山
- 終点：宮城県柴田郡柴田町四日市場（終点を示す宮城県設置の道標は、柴田郡柴田町槻木下町二丁目にある）

## 歴史
- 1958年（昭和33年）3月31日 - 一般県道7号として「丸森柴田線」が県道に認定される。[2]
- 1976年（昭和51年）4月1日 - 県道丸森柴田線が、「丸森柴田線」として建設省（現・国土交通省）から主要地方道の指定を受ける。[3]
- 1993年（平成5年）
  - 5月11日 - 建設省から、県道丸森柴田線が丸森柴田線として主要地方道に指定される[4]。
  - 10月19日 - 県道番号が決定[5]され、従前の主要地方道46号[6]から、県道28号に変更される。（12月1日より施行）
- 2025年（令和7年）3月21日 - 角田市坂津田地区内で施工されていたバイパス工事(L = 1,760m)が完了し、供用開始。[7]

## 路線状況

### 重複区間
- 宮城県道44号角田山元線（角田市島田 - 角田市尾山）
- 宮城県道14号亘理大河原川崎線（角田市坂津田 - 角田市平貫字中丸）
- 宮城県道52号亘理村田蔵王線（角田市鳩原字瀬ノ木橋 - 柴田郡柴田町槻木下町）

### 道路施設
- 槻木大橋
角田市 - 柴田町間の阿武隈川に架かる橋梁。橋長777.777mは、宮城県管理の道路橋では最長（2022年（令和4年）3月31日現在）。[1]

### 交通量[8]
令和３年度・12時間交通量
- 角田市藤田字源内原 - 2,423台
- 角田市鳩原大谷地（槻木大橋） - 6,875台
- 柴田町槻木東３丁目 - 4,411台

## 地理

### 通過する自治体
- 伊具郡丸森町
- 角田市
- 柴田郡柴田町

### 交差する道路
- 国道113号（伊具郡丸森町、起点）
- 宮城県道44号角田山元線（山元方面）・宮城県道245号角田大内線（角田市島田）
- 宮城県道44号角田山元線（角田方面）（角田市尾山）
- 宮城県道272号角田山下線（角田市藤田）
- 宮城県道14号亘理大河原川崎線（大河原方面）（角田市坂津田）
- 宮城県道14号亘理大河原川崎線（亘理方面）（角田市平貫字中丸）
- 宮城県道52号亘理村田蔵王線（亘理方面）（角田市鳩原）
- 宮城県道52号亘理村田蔵王線（村田方面）・宮城県道117号槻木停車場線（柴田郡柴田町槻木下町）
- 国道4号（柴田郡柴田町、終点）

### 沿線の施設
- 金山城伊達・相馬鉄砲館
- 丸森町立丸森東中学校
- 角田市立金津小学校
- 角田市鳩原区公民館
- 大河原警察署槻木駐在所
- 柴田町立槻木中学校